# Interlands Chinees voetbalelftal 2010-2019
Deze pagina toont een chronologisch en gedetailleerd overzicht van de interlands die het Chinees voetbalelftal speelde in de periode 2010 – 2019.

## Interlands

### 2010
|                                                                     |       |       |       |                                                                                               |
| 6 januari Kwalificatie AK 2011 Groep D «onderlinge duels» 19:30 uur | China | 0 – 0 | Syrië | Yellow Dragon Sports Center, Hangzhou Toeschouwers: 29.570 Scheidsrechter: Masaaki Toma (JPN) |
| 6 januari Kwalificatie AK 2011 Groep D «onderlinge duels» 19:30 uur |       |       |       | Yellow Dragon Sports Center, Hangzhou Toeschouwers: 29.570 Scheidsrechter: Masaaki Toma (JPN) |

|                                                                      |                         |       |                               |                                                                                    |
| 17 januari Kwalificatie AK 2011 Groep D «onderlinge duels» 19:00 uur | Vietnam                 | 1 – 2 | China                         | My Dinhstadion, Hanoi Toeschouwers: 3.000 Scheidsrechter: Abdul Malik Bashir (SIN) |
| 17 januari Kwalificatie AK 2011 Groep D «onderlinge duels» 19:00 uur | Lê Công Vinh 74' (pen.) |       | 35' Xu Yang 43' Zhang Linpeng | My Dinhstadion, Hanoi Toeschouwers: 3.000 Scheidsrechter: Abdul Malik Bashir (SIN) |

|                                                                      |       |       |       |                                                                                     |
| 6 februari Oost-Aziatisch kampioenschap «onderlinge duels» 18:15 uur | Japan | 0 – 0 | China | Ajinomotostadion, Tokio Toeschouwers: 25.964 Scheidsrechter: Strebre Delovski (AUS) |
| 6 februari Oost-Aziatisch kampioenschap «onderlinge duels» 18:15 uur |       |       |       | Ajinomotostadion, Tokio Toeschouwers: 25.964 Scheidsrechter: Strebre Delovski (AUS) |

|                                                                       |                                          |       |            |                                                                               |
| 10 februari Oost-Aziatisch kampioenschap «onderlinge duels» 19:15 uur | China                                    | 3 – 0 | Zuid-Korea | Olympisch Stadion, Tokio Toeschouwers: 3.629 Scheidsrechter: Ng Kai Lam (HKG) |
| 10 februari Oost-Aziatisch kampioenschap «onderlinge duels» 19:15 uur | Yu Hai 5' Gao Lin 27' Deng Zhuoxiang 60' |       |            | Olympisch Stadion, Tokio Toeschouwers: 3.629 Scheidsrechter: Ng Kai Lam (HKG) |

|                                                                       |          |                            |       |                                                                                    |
| 14 februari Oost-Aziatisch kampioenschap «onderlinge duels» 16:30 uur | Hongkong | 0 – 2                      | China | Olympisch Stadion, Tokio Toeschouwers: 16.439 Scheidsrechter: Kim Jong-hyeok (KOR) |
| 14 februari Oost-Aziatisch kampioenschap «onderlinge duels» 16:30 uur |          | 44' Qu Bo 74' (pen.) Qu Bo |       | Olympisch Stadion, Tokio Toeschouwers: 16.439 Scheidsrechter: Kim Jong-hyeok (KOR) |

|                                                        |                              |       |       |                                                                                    |
| 3 maart Vriendschappelijk «onderlinge duels» 21:45 uur | Portugal                     | 2 – 0 | China | Estádio Cidade, Coimbra Toeschouwers: 20.000 Scheidsrechter: Djamel Haïmoudi (ALG) |
| 3 maart Vriendschappelijk «onderlinge duels» 21:45 uur | Hugo Almeida 35' Liédson 90' |       |       | Estádio Cidade, Coimbra Toeschouwers: 20.000 Scheidsrechter: Djamel Haïmoudi (ALG) |

|                                                       |           |                    |       |                                                                                            |
| 4 juni Vriendschappelijk «onderlinge duels» 18:00 uur | Frankrijk | 0 – 1              | China | Stade Michel Volnay, Saint-Pierre Toeschouwers: 10.043 Scheidsrechter: Pedro Proença (POR) |
| 4 juni Vriendschappelijk «onderlinge duels» 18:00 uur |           | 68' Deng Zhuoxiang |       | Stade Michel Volnay, Saint-Pierre Toeschouwers: 10.043 Scheidsrechter: Pedro Proença (POR) |

|                                                        |                                                             |       |              |                                 |
| 26 juni Vriendschappelijk «onderlinge duels» 15:00 uur | China                                                       | 4 – 0 | Tadzjikistan | Kunming Tuodongstadion, Kunming |
| 26 juni Vriendschappelijk «onderlinge duels» 15:00 uur | Yan Xiangchuang 10' Yu Hanchao 47' Qu Bo 60' Yu Hanchao 77' |       |              | Kunming Tuodongstadion, Kunming |

|                                                            |            |       |                       |                            |
| 11 augustus Vriendschappelijk «onderlinge duels» 20:30 uur | China      | 1 – 1 | Bahrein               | Olympisch Stadion, Nanjing |
| 11 augustus Vriendschappelijk «onderlinge duels» 20:30 uur | Yu Hai 10' |       | 17' Ismail Abdullatif | Olympisch Stadion, Nanjing |

|                                                            |       |                                             |      |                                                                                     |
| 3 september Vriendschappelijk «onderlinge duels» 19:30 uur | China | 0 – 2                                       | Iran | Hanghaistadion, Zhengzhou Toeschouwers: 20.000 Scheidsrechter: Kim Jong-hyeok (KOR) |
| 3 september Vriendschappelijk «onderlinge duels» 19:30 uur |       | 38' Andranik Teymourian 63' Mohamad Gholami |      | Hanghaistadion, Zhengzhou Toeschouwers: 20.000 Scheidsrechter: Kim Jong-hyeok (KOR) |

|                                                            |             |       |                  |                                                 |
| 7 september Vriendschappelijk «onderlinge duels» 19:30 uur | China       | 1 – 1 | Paraguay         | Olympisch Stadion, Nanjing Toeschouwers: 30.000 |
| 7 september Vriendschappelijk «onderlinge duels» 19:30 uur | Gao Lin 33' |       | 8' Lucas Barrios | Olympisch Stadion, Nanjing Toeschouwers: 30.000 |

|                                                          |                                        |       |                           |                                 |
| 8 oktober Vriendschappelijk «onderlinge duels» 19:30 uur | China                                  | 2 – 1 | Syrië                     | Kunming Tuodongstadion, Kunming |
| 8 oktober Vriendschappelijk «onderlinge duels» 19:30 uur | Zhao Peng 39' Zhang Linpeng 50' (pen.) |       | 61' Abdelrazaq Al-Hussain | Kunming Tuodongstadion, Kunming |

|                                                           |       |                                                                                            |         |                                                                                   |
| 12 oktober Vriendschappelijk «onderlinge duels» 19:30 uur | China | 0 – 4                                                                                      | Uruguay | Wuhan Sports Center, Wuhan Toeschouwers: 50.000 Scheidsrechter: Li Gong-gun (KOR) |
| 12 oktober Vriendschappelijk «onderlinge duels» 19:30 uur |       | 70' (e.d.) Feng Xiaoting 78' Edinson Cavani 81' Cristian Rodríguez 84' Sebastián Fernández |         | Wuhan Sports Center, Wuhan Toeschouwers: 50.000 Scheidsrechter: Li Gong-gun (KOR) |

|                                                            |             |       |         |                                                                                        |
| 17 november Vriendschappelijk «onderlinge duels» 16:10 uur | China       | 1 – 0 | Letland | Kunming Tuodongstadion, Kunming Toeschouwers: 7.500 Scheidsrechter: Ko Hyung-jin (KOR) |
| 17 november Vriendschappelijk «onderlinge duels» 16:10 uur | Xu Yang 89' |       |         | Kunming Tuodongstadion, Kunming Toeschouwers: 7.500 Scheidsrechter: Ko Hyung-jin (KOR) |

|                                                            |                                   |       |         |                                                                              |
| 18 december Vriendschappelijk «onderlinge duels» 16:00 uur | China                             | 3 – 0 | Estland | Zhuhaistadion, Zhuhai Toeschouwers: 8.500 Scheidsrechter: Ko Hyung-jin (KOR) |
| 18 december Vriendschappelijk «onderlinge duels» 16:00 uur | Du Wei 17' Yu Hai 20' Xu Yang 38' |       |         | Zhuhaistadion, Zhuhai Toeschouwers: 8.500 Scheidsrechter: Ko Hyung-jin (KOR) |

|                                                            |                           |       |           |                                                                                       |
| 22 december Vriendschappelijk «onderlinge duels» 19:30 uur | China                     | 1 – 0 | Macedonië | Yuexiushanstadion, Guangzhou Toeschouwers: 5.500 Scheidsrechter: Kim Jong-hyeok (KOR) |
| 22 december Vriendschappelijk «onderlinge duels» 19:30 uur | Deng Zhuoxiang 90' (pen.) |       |           | Yuexiushanstadion, Guangzhou Toeschouwers: 5.500 Scheidsrechter: Kim Jong-hyeok (KOR) |

### 2011
| Aziatisch kampioenschap voetbal 2011 |
| ------------------------------------ |

|                                                                        |         |                                      |       |                                                                                      |
| 8 januari Aziatisch kampioenschap Groep A «onderlinge duels» 16:15 uur | Koeweit | 0 – 2                                | China | Jassim bin Hamadstadion, Doha Toeschouwers: 7.423 Scheidsrechter: Ben Williams (AUS) |
| 8 januari Aziatisch kampioenschap Groep A «onderlinge duels» 16:15 uur |         | 58' Zhang Linpeng 67' Deng Zhuoxiang |       | Jassim bin Hamadstadion, Doha Toeschouwers: 7.423 Scheidsrechter: Ben Williams (AUS) |

|                                                                         |       |                                          |       |                                                                                             |
| 12 januari Aziatisch kampioenschap Groep A «onderlinge duels» 19:15 uur | China | 0 – 2                                    | Qatar | Khalifa International Stadium, Doha Toeschouwers: 30.778 Scheidsrechter: Kim Dong-jin (KOR) |
| 12 januari Aziatisch kampioenschap Groep A «onderlinge duels» 19:15 uur |       | 27' Yusef Ahmed 45+2' (pen.) Yusef Ahmed |       | Khalifa International Stadium, Doha Toeschouwers: 30.778 Scheidsrechter: Kim Dong-jin (KOR) |

|                                                                         |                          |       |                                        |                                                                                            |
| 16 januari Aziatisch kampioenschap Groep A «onderlinge duels» 19:15 uur | China                    | 2 – 2 | Oezbekistan                            | Jassim bin Hamadstadion, Doha Toeschouwers: 3.529 Scheidsrechter: Abdullah Al-Hilali (OMA) |
| 16 januari Aziatisch kampioenschap Groep A «onderlinge duels» 19:15 uur | Yu Hai 6' Hao Junmin 56' |       | 30' Odil Ahmedov 47' Aleksandr Geynrix | Jassim bin Hamadstadion, Doha Toeschouwers: 3.529 Scheidsrechter: Abdullah Al-Hilali (OMA) |

|  |  |  |  |  |  |  |  |  |

|                                                         |                         |       |                        |                                                        |
| 25 maart Vriendschappelijk «onderlinge duels» 18:30 uur | China                   | 1 – 1 | Nieuw-Zeeland          | Wuhanstadion, Wuhan Scheidsrechter: Masaaki Toma (JPN) |
| 25 maart Vriendschappelijk «onderlinge duels» 18:30 uur | Andrew Boyens 3' (e.d.) |       | 53' Michael McGlinchey | Wuhanstadion, Wuhan Scheidsrechter: Masaaki Toma (JPN) |

|                                                         |                                       |       |                         |                                                                                              |
| 26 maart Vriendschappelijk «onderlinge duels» 20:00 uur | Costa Rica                            | 2 – 2 | China                   | Estadio Nacional, San José Toeschouwers: 34.200 Scheidsrechter: Roberto Moreno Salazar (PAN) |
| 26 maart Vriendschappelijk «onderlinge duels» 20:00 uur | Álvaro Saborío 32' Randall Brenes 45' |       | 46' Gao Lin 90' Gao Lin | Estadio Nacional, San José Toeschouwers: 34.200 Scheidsrechter: Roberto Moreno Salazar (PAN) |

|                                                         |                                         |       |          |                                                                             |
| 29 maart Vriendschappelijk «onderlinge duels» 19:30 uur | China                                   | 3 – 0 | Honduras | Wuhanstadion, Wuhan Toeschouwers: 35.000 Scheidsrechter: Masaaki Toma (JPN) |
| 29 maart Vriendschappelijk «onderlinge duels» 19:30 uur | Huang Bowen 17' Xu Yang 37' Xu Yang 87' |       |          | Wuhanstadion, Wuhan Toeschouwers: 35.000 Scheidsrechter: Masaaki Toma (JPN) |

|                                                       |             |       |             |                                                                                 |
| 5 juni Vriendschappelijk «onderlinge duels» 18:35 uur | China       | 1 – 0 | Oezbekistan | Tuodongstadion, Kunming Toeschouwers: 40.000 Scheidsrechter: Ko Hyung-jin (KOR) |
| 5 juni Vriendschappelijk «onderlinge duels» 18:35 uur | Gao Lin 65' |       |             | Tuodongstadion, Kunming Toeschouwers: 40.000 Scheidsrechter: Ko Hyung-jin (KOR) |

|                                                       |                                |       |             |                                                 |
| 8 juni Vriendschappelijk «onderlinge duels» 19:35 uur | China                          | 2 – 0 | Noord-Korea | Olympisch Stadion, Nanjing Toeschouwers: 30.000 |
| 8 juni Vriendschappelijk «onderlinge duels» 19:35 uur | Deng Zhuoxiang 38' Gao Lin 41' |       |             | Olympisch Stadion, Nanjing Toeschouwers: 30.000 |

|                                                                        | |       |                                                     |                                                                                     |
| 23 juli Kwalificatie WK 2014 Tweede ronde «onderlinge duels» 15:00 uur | China                                                                                              | 7 – 2 | Laos                                                | Tuodongstadion, Kunming Toeschouwers: 13.500 Scheidsrechter: Strebre Delovski (AUS) |
| 23 juli Kwalificatie WK 2014 Tweede ronde «onderlinge duels» 15:00 uur | Yang Xu 45' Chen Tao 51' Yang Xu 54' Yang Xu 74' Hao Junmin 81' Chen Tao 88' Hao Junmin 90' (pen.) |       | 5' Soukaphone Vongchiengkham 31' Visay Phaphouvanin | Tuodongstadion, Kunming Toeschouwers: 13.500 Scheidsrechter: Strebre Delovski (AUS) |

|                                                                        |                        |       |                                                                                           |                                                                                            |
| 28 juli Kwalificatie WK 2014 Tweede ronde «onderlinge duels» 18:00 uur | Laos                   | 1 – 6 | China                                                                                     | Nationaal stadion, Vientiane Toeschouwers: 13.000 Scheidsrechter: Tayeb Shamsuzzaman (BAN) |
| 28 juli Kwalificatie WK 2014 Tweede ronde «onderlinge duels» 18:00 uur | Visay Phaphouvanin 47' |       | 24' Qu Bo 36' Yu Hanchao 67' Deng Zhuoxiang 83' Deng Zhuoxiang 88' Yu Hanchao 90' Yang Xu | Nationaal stadion, Vientiane Toeschouwers: 13.000 Scheidsrechter: Tayeb Shamsuzzaman (BAN) |

|                                                            |               |       |         |                                                           |
| 10 augustus Vriendschappelijk «onderlinge duels» 18:30 uur | China         | 1 – 0 | Jamaica | Tianhestadion, Guangzhou Scheidsrechter: Lee Min-hu (KOR) |
| 10 augustus Vriendschappelijk «onderlinge duels» 18:30 uur | Zhao Peng 10' |       |         | Tianhestadion, Guangzhou Scheidsrechter: Lee Min-hu (KOR) |

|                                                                       |                                 |       |                      |                                                                                    |
| 2 september Kwalificatie WK 2014 Groep A «onderlinge duels» 20:00 uur | China                           | 2 – 1 | Singapore            | Tuodongstadion, Kunming Toeschouwers: 17.000 Scheidsrechter: Andre El Haddad (LIB) |
| 2 september Kwalificatie WK 2014 Groep A «onderlinge duels» 20:00 uur | Zheng Zhi 69' (pen.) Yu Hai 73' |       | 33' Aleksandar Đurić | Tuodongstadion, Kunming Toeschouwers: 17.000 Scheidsrechter: Andre El Haddad (LIB) |

|                                                                       |                                       |       |                |                                                                                          |
| 6 september Kwalificatie WK 2014 Groep A «onderlinge duels» 19:00 uur | Jordanië                              | 2 – 1 | China          | Koning Abdullahstadion, Amman Toeschouwers: 19.000 Scheidsrechter: Ravshan Irmatov (UZB) |
| 6 september Kwalificatie WK 2014 Groep A «onderlinge duels» 19:00 uur | Baha'a Abdul-Rahman 49' Amer Deeb 56' |       | 57' Hao Junmin | Koning Abdullahstadion, Amman Toeschouwers: 19.000 Scheidsrechter: Ravshan Irmatov (UZB) |

|                                                          |                          |       |                              |                                                              |
| 6 oktober Vriendschappelijk «onderlinge duels» 18:30 uur | China                    | 2 – 1 | Verenigde Arabische Emiraten | Tianhestadion, Guangzhou Scheidsrechter: Jarnail Singh (ENG) |
| 6 oktober Vriendschappelijk «onderlinge duels» 18:30 uur | Sun Xiang 5' Gao Lin 15' |       | 86' Eisa Ahmed               | Tianhestadion, Guangzhou Scheidsrechter: Jarnail Singh (ENG) |

|                                                                      |       |                    |      |                                                                                               |
| 11 oktober Kwalificatie WK 2014 Groep A «onderlinge duels» 20:15 uur | China | 0 – 1              | Irak | Shenzhen Baystadion, Shenzhen Toeschouwers: 25.021 Scheidsrechter: Saeid Mozaffarizadeh (IRN) |
| 11 oktober Kwalificatie WK 2014 Groep A «onderlinge duels» 20:15 uur |       | 45' Younis Mahmoud |      | Shenzhen Baystadion, Shenzhen Toeschouwers: 25.021 Scheidsrechter: Saeid Mozaffarizadeh (IRN) |

|                                                                       |                      |       |       |                                                                                     |
| 11 november Kwalificatie WK 2014 Groep A «onderlinge duels» 17:15 uur | Irak                 | 1 – 0 | China | Jassim bin Hamadstadion, Doha Toeschouwers: 5.000 Scheidsrechter: Peter Green (AUS) |
| 11 november Kwalificatie WK 2014 Groep A «onderlinge duels» 17:15 uur | Younis Mahmoud 90+1' |       |       | Jassim bin Hamadstadion, Doha Toeschouwers: 5.000 Scheidsrechter: Peter Green (AUS) |

|                                                                       |           |                                                           |       |                                                                                                |
| 15 november Kwalificatie WK 2014 Groep A «onderlinge duels» 19:30 uur | Singapore | 0 – 4                                                     | China | Jalan Besarstadion, Singapore Toeschouwers: 5.474 Scheidsrechter: Abdullah Al-Baloushi (Qatar) |
| 15 november Kwalificatie WK 2014 Groep A «onderlinge duels» 19:30 uur |           | 41' Yu Hai 56' Li Weifeng 73' Zheng Zheng 81' Zheng Zheng |       | Jalan Besarstadion, Singapore Toeschouwers: 5.474 Scheidsrechter: Abdullah Al-Baloushi (Qatar) |

### 2012
|                                                            |                          |       |         |                                               |
| 22 februari Vriendschappelijk «onderlinge duels» 18:30 uur | China                    | 2 – 0 | Koeweit | He Longstadion, Changsha Toeschouwers: 55.000 |
| 22 februari Vriendschappelijk «onderlinge duels» 18:30 uur | Gao Lin 45' Yu Dabao 78' |       |         | He Longstadion, Changsha Toeschouwers: 55.000 |

|                                                                       |                                            |       |                  |                                                                                |
| 29 februari Kwalificatie WK 2014 Groep A «onderlinge duels» 16:00 uur | China                                      | 3 – 1 | Jordanië         | Tianhestadion, Guangzhou Toeschouwers: 6.104 Scheidsrechter: Minh Tri Vo (VIE) |
| 29 februari Kwalificatie WK 2014 Groep A «onderlinge duels» 16:00 uur | Hao Junmin 43' Hao Junmin 69' Yu Dabao 88' |       | 85' Basem Fat'hi | Tianhestadion, Guangzhou Toeschouwers: 6.104 Scheidsrechter: Minh Tri Vo (VIE) |

|                                                       |                         |       |       |                                                                                   |
| 3 juni Vriendschappelijk «onderlinge duels» 21:00 uur | Spanje                  | 1 – 0 | China | Olympisch Stadion, Sevilla Toeschouwers: 45.000 Scheidsrechter: Bas Nijhuis (NED) |
| 3 juni Vriendschappelijk «onderlinge duels» 21:00 uur | David Jiménez Silva 84' |       |       | Olympisch Stadion, Sevilla Toeschouwers: 45.000 Scheidsrechter: Bas Nijhuis (NED) |

|                                                       |                                           |       |         |                                                        |
| 8 juni Vriendschappelijk «onderlinge duels» 19:00 uur | China                                     | 3 – 0 | Vietnam | Wuhanstadion, Wuhan Scheidsrechter: Ko Hyung-jin (KOR) |
| 8 juni Vriendschappelijk «onderlinge duels» 19:00 uur | Gao Lin 10' Feng Renliang 35' Gao Lin 63' |       |         | Wuhanstadion, Wuhan Scheidsrechter: Ko Hyung-jin (KOR) |

|                                                            |                    |       |                     |                                                                                   |
| 15 augustus Vriendschappelijk «onderlinge duels» 20:30 uur | China              | 1 – 1 | Ghana               | Tianhestadion, Guangzhou Toeschouwers: 25.000 Scheidsrechter: Kang Hee-choi (KOR) |
| 15 augustus Vriendschappelijk «onderlinge duels» 20:30 uur | Gao Lin 57' (pen.) |       | 80' Richmond Boakye | Tianhestadion, Guangzhou Toeschouwers: 25.000 Scheidsrechter: Kang Hee-choi (KOR) |

|                                                            |                    |       |       |                                                                                           |
| 6 september Vriendschappelijk «onderlinge duels» 20:00 uur | Zweden             | 1 – 0 | China | Olympia Stadion, Helsingborg Toeschouwers: 9.073 Scheidsrechter: Mattias Gestranius (FIN) |
| 6 september Vriendschappelijk «onderlinge duels» 20:00 uur | Johan Elmander 47' |       |       | Olympia Stadion, Helsingborg Toeschouwers: 9.073 Scheidsrechter: Mattias Gestranius (FIN) |

|                                                             |                                                                                                 |       |       |                                                             |
| 11 september Vriendschappelijk «onderlinge duels» 20:00 uur | Brazilië                                                                                        | 8 – 0 | China | Råsundastadion, Solna Scheidsrechter: Roberto Silvera (URU) |
| 11 september Vriendschappelijk «onderlinge duels» 20:00 uur | Ramires 23' Neymar 26' 49' Lucas 52' Hulk 54' Neymar 60' Neymar 76' (e.d.) Jianye Liu 76' Oscar |       |       | Råsundastadion, Solna Scheidsrechter: Roberto Silvera (URU) |

|                                                            |               |       |                |                                                                                 |
| 14 november Vriendschappelijk «onderlinge duels» 18:30 uur | China         | 1 – 1 | Nieuw-Zeeland  | Hongkoustadion, Shanghai Toeschouwers: 13.000 Scheidsrechter: Kim Sung-il (KOR) |
| 14 november Vriendschappelijk «onderlinge duels» 18:30 uur | Zhao Xuri 32' |       | 44' Chris Wood | Hongkoustadion, Shanghai Toeschouwers: 13.000 Scheidsrechter: Kim Sung-il (KOR) |

### 2013
|                                                           |                        |       |       |                                                               |
| 30 januari Vriendschappelijk «onderlinge duels» 16:15 uur | Oman                   | 1 – 0 | China | Sultan Qaboosstadion, Muscat Scheidsrechter: Ali Shaban (KUW) |
| 30 januari Vriendschappelijk «onderlinge duels» 16:15 uur | Yaqoob Abdul-Karim 11' |       |       | Sultan Qaboosstadion, Muscat Scheidsrechter: Ali Shaban (KUW) |

|                                                                      |                                       |       |               |                                                                                                  |
| 6 februari Kwalificatie AK 2015 Groep C «onderlinge duels» 20:15 uur | Saoedi-Arabië                         | 2 – 1 | China         | Prins Mohamed bin Fahdstadion, Dammam Toeschouwers: 20.000 Scheidsrechter: Ravshan Irmatov (UZB) |
| 6 februari Kwalificatie AK 2015 Groep C «onderlinge duels» 20:15 uur | Fahad Al-Muwallad 23' Naif Hazazi 77' |       | 29' Zhao Xuri | Prins Mohamed bin Fahdstadion, Dammam Toeschouwers: 20.000 Scheidsrechter: Ravshan Irmatov (UZB) |

|                                                                    |                |       |      |                                                                                 |
| 22 maart Kwalificatie AK 2015 Groep C «onderlinge duels» 19:35 uur | China          | 1 – 0 | Irak | Helongstadion, Changsha Toeschouwers: 31.621 Scheidsrechter: Ben Williams (AUS) |
| 22 maart Kwalificatie AK 2015 Groep C «onderlinge duels» 19:35 uur | Yu Dabao 90+3' |       |      | Helongstadion, Changsha Toeschouwers: 31.621 Scheidsrechter: Ben Williams (AUS) |

|                                                       |                 |       |                                           |                                                             |
| 6 juni Vriendschappelijk «onderlinge duels» 19:35 uur | China           | 1 – 2 | Oezbekistan                               | Tianhestadion, Guangzhou Scheidsrechter: Kui Sum Tong (HKG) |
| 6 juni Vriendschappelijk «onderlinge duels» 19:35 uur | Wang Yongpo 31' |       | 45' Oeloegbek Bakajev 54' Serger Djeparov | Tianhestadion, Guangzhou Scheidsrechter: Kui Sum Tong (HKG) |

|                                                        |       |                                                 |           |                                                                                  |
| 11 juni Vriendschappelijk «onderlinge duels» 20:00 uur | China | 0 – 2                                           | Nederland | Arbeidersstadion, Beijing Toeschouwers: 35.000 Scheidsrechter: Chris Beath (AUS) |
| 11 juni Vriendschappelijk «onderlinge duels» 20:00 uur |       | 11' (pen.) Robin van Persie 66' Wesley Sneijder |           | Arbeidersstadion, Beijing Toeschouwers: 35.000 Scheidsrechter: Chris Beath (AUS) |

|                                                        |                        |       | |                                                            |
| 15 juni Vriendschappelijk «onderlinge duels» 18:30 uur | China                  | 1 – 5 | Thailand                                                                                           | Olympisch Stadion, Hefei Scheidsrechter: Kim Hee-gon (KOR) |
| 15 juni Vriendschappelijk «onderlinge duels» 18:30 uur | Wang Yongpo 33' (pen.) |       | 14' Pokkhao Anan 23' Adisak Kraisorn 51' Adisak Kraisorn 61' Chanatip Songkrasin 87' Sarawut Masuk | Olympisch Stadion, Hefei Scheidsrechter: Kim Hee-gon (KOR) |

|                                                                   |                                                         |       |                                                  |                                                                                      |
| 21 juli Oost-Aziatisch kampioenschap «onderlinge duels» 21:00 uur | Japan                                                   | 3 – 3 | China                                            | Seoul World Cupstadion, Seoel Toeschouwers: 3.500 Scheidsrechter: Ben Williams (AUS) |
| 21 juli Oost-Aziatisch kampioenschap «onderlinge duels» 21:00 uur | Yuzo Kurihara 32' Yoichiro Kakitani 59' Masato Kudo 61' |       | 4' Wang Yongpo 81' (pen.) Wang Yongpo 87' Sun Ke | Seoul World Cupstadion, Seoel Toeschouwers: 3.500 Scheidsrechter: Ben Williams (AUS) |

|                                                                   |       |       |       |                                                                                         |
| 24 juli Oost-Aziatisch kampioenschap «onderlinge duels» 21:00 uur | Japan | 0 – 0 | China | Hwaseongstadion, Hwaseong Toeschouwers: 23.675 Scheidsrechter: Valentin Kovalenko (UZB) |
| 24 juli Oost-Aziatisch kampioenschap «onderlinge duels» 21:00 uur |       |       |       | Hwaseongstadion, Hwaseong Toeschouwers: 23.675 Scheidsrechter: Valentin Kovalenko (UZB) |

|                                                                   |                                                     |       |                                               |                                                                                  |
| 28 juli Oost-Aziatisch kampioenschap «onderlinge duels» 17:15 uur | Australië                                           | 3 – 4 | China                                         | Olympisch Stadion, Seoel Toeschouwers: 10.526 Scheidsrechter: Kwok Man Liu (HKG) |
| 28 juli Oost-Aziatisch kampioenschap «onderlinge duels» 17:15 uur | Aaron Mooy 29' Adam Taggart 88' Mitchell Duke 90+3' |       | 4' Yu Dabao 56' Sun Ke 86' Yang Xu 87' Wu Lei | Olympisch Stadion, Seoel Toeschouwers: 10.526 Scheidsrechter: Kwok Man Liu (HKG) |

|                                                            |                                                                                          |       |                   |                                                                 |
| 6 september Vriendschappelijk «onderlinge duels» 18:30 uur | China                                                                                    | 6 – 1 | Singapore         | TEDA Football Stadium, Tianjin Scheidsrechter: Ryuji Sato (JPN) |
| 6 september Vriendschappelijk «onderlinge duels» 18:30 uur | Yu Dabao 8' Yu Dabao 32' Zhang Xizhe 43' (pen.) Sun Ke 45' Zheng Long 70' Zheng Long 86' |       | 17' Shahfiq Ghani | TEDA Football Stadium, Tianjin Scheidsrechter: Ryuji Sato (JPN) |

|                                                             |                              |       |          |                                                              |
| 10 september Vriendschappelijk «onderlinge duels» 18:30 uur | China                        | 2 – 0 | Maleisië | Arbeidersstadion, Beijing Scheidsrechter: Masaaki Toma (JPN) |
| 10 september Vriendschappelijk «onderlinge duels» 18:30 uur | Zheng Long 43' Zhao Xuri 57' |       |          | Arbeidersstadion, Beijing Scheidsrechter: Masaaki Toma (JPN) |

|                                                                      |                  |       |           |                                                                                       |
| 15 oktober Kwalificatie AK 2015 Groep C «onderlinge duels» 20:00 uur | Indonesië        | 1 – 1 | China     | Bung Karnostadion, Jakarta Toeschouwers: 500 Scheidsrechter: Abdul Malik Bashir (SIN) |
| 15 oktober Kwalificatie AK 2015 Groep C «onderlinge duels» 20:00 uur | Boaz Salossa 67' |       | 36' Wu Xi | Bung Karnostadion, Jakarta Toeschouwers: 500 Scheidsrechter: Abdul Malik Bashir (SIN) |

|                                                                       |              |       |           |                                                                             |
| 15 november Kwalificatie AK 2015 Groep C «onderlinge duels» 19:30 uur | China        | 1 – 0 | Indonesië | Shaanxi iRENA, Xi'an Toeschouwers: 33.217 Scheidsrechter: Peter Green (AUS) |
| 15 november Kwalificatie AK 2015 Groep C «onderlinge duels» 19:30 uur | Wu Lei 45+1' |       |           | Shaanxi iRENA, Xi'an Toeschouwers: 33.217 Scheidsrechter: Peter Green (AUS) |

|                                                                       |       |       |               |                                                                              |
| 19 november Kwalificatie AK 2015 Groep C «onderlinge duels» 19:30 uur | China | 0 – 0 | Saoedi-Arabië | Shaanxi iRENA, Xi'an Toeschouwers: 36.016 Scheidsrechter: Kim Dong-jin (KOR) |
| 19 november Kwalificatie AK 2015 Groep C «onderlinge duels» 19:30 uur |       |       |               | Shaanxi iRENA, Xi'an Toeschouwers: 36.016 Scheidsrechter: Kim Dong-jin (KOR) |

### 2014
|                                                                   |                                                     |       |                        |                                                                                    |
| 5 maart Kwalificatie AK 2015 Groep C «onderlinge duels» 20:00 uur | Irak                                                | 3 – 1 | China                  | Sharjahstadion, Sharjah Toeschouwers: 5.000 Scheidsrechter: Yuichi Nishimura (JPN) |
| 5 maart Kwalificatie AK 2015 Groep C «onderlinge duels» 20:00 uur | Younis Mahmoud 23' Younis Mahmoud 43' Ali Adnan 85' |       | 73' (pen.) Zhang Xizhe | Sharjahstadion, Sharjah Toeschouwers: 5.000 Scheidsrechter: Yuichi Nishimura (JPN) |

|                                                                   |                                                     |       |                        |                                                                                    |
| 5 maart Kwalificatie AK 2015 Groep C «onderlinge duels» 20:00 uur | Irak                                                | 3 – 1 | China                  | Sharjahstadion, Sharjah Toeschouwers: 5.000 Scheidsrechter: Yuichi Nishimura (JPN) |
| 5 maart Kwalificatie AK 2015 Groep C «onderlinge duels» 20:00 uur | Younis Mahmoud 23' Younis Mahmoud 43' Ali Adnan 85' |       | 73' (pen.) Zhang Xizhe | Sharjahstadion, Sharjah Toeschouwers: 5.000 Scheidsrechter: Yuichi Nishimura (JPN) |

|                                                        |                           |       |           |                                                                                     |
| 18 juni Vriendschappelijk «onderlinge duels» 18:30 uur | China                     | 2 – 0 | Macedonië | Olympisch Stadion, Shenyang Toeschouwers: 15.265 Scheidsrechter: Kui Sum Tong (HKG) |
| 18 juni Vriendschappelijk «onderlinge duels» 18:30 uur | Yu Hanchao 56' Gao Di 89' |       |           | Olympisch Stadion, Shenyang Toeschouwers: 15.265 Scheidsrechter: Kui Sum Tong (HKG) |

|                                                        |       |       |           |                                                                             |
| 22 juni Vriendschappelijk «onderlinge duels» 16:00 uur | China | 0 – 0 | Macedonië | Shandongstadion, Jinan Toeschouwers: 5.000 Scheidsrechter: Kai Lam Ng (HKG) |
| 22 juni Vriendschappelijk «onderlinge duels» 16:00 uur |       |       |           | Shandongstadion, Jinan Toeschouwers: 5.000 Scheidsrechter: Kai Lam Ng (HKG) |

|                                                        |             |       |                                                          |                                                                         |
| 29 juni Vriendschappelijk «onderlinge duels» 18:30 uur | China       | 1 – 3 | Mali                                                     | Shenzhenstadion, Shenzhen Scheidsrechter: Nagor Amir Noor Mohamed (MAS) |
| 29 juni Vriendschappelijk «onderlinge duels» 18:30 uur | Gao Lin 75' |       | 37' Mohamed Traoré 67' Boubacar Sylla 90' Mamadou Sidibé | Shenzhenstadion, Shenzhen Scheidsrechter: Nagor Amir Noor Mohamed (MAS) |

|                                                            |                                       |       |                     |                                                                                     |
| 4 september Vriendschappelijk «onderlinge duels» 18:30 uur | China                                 | 3 – 1 | Koeweit             | Arbeidersstadion, Peking Toeschouwers: 30.000 Scheidsrechter: Hiroyuki Kimura (JPN) |
| 4 september Vriendschappelijk «onderlinge duels» 18:30 uur | Yang Xu 54' Yu Hanchao 64' Wu Lei 90' |       | 44' Faisal Al-Enezi | Arbeidersstadion, Peking Toeschouwers: 30.000 Scheidsrechter: Hiroyuki Kimura (JPN) |

|                                                            |                    |       |                 |                                                           |
| 9 september Vriendschappelijk «onderlinge duels» 18:30 uur | China              | 1 – 1 | Jordanië        | Harbinstadion, Harbin Scheidsrechter: Alan Milliner (AUS) |
| 9 september Vriendschappelijk «onderlinge duels» 18:30 uur | Gao Lin 39' (pen.) |       | 83' Ahmed Hayel | Harbinstadion, Harbin Scheidsrechter: Alan Milliner (AUS) |

|                                                           |                                                                   |       |          |                                                                            |
| 10 oktober Vriendschappelijk «onderlinge duels» 18:30 uur | China                                                             | 3 – 0 | Thailand | Wuhanstadion, Wuhan Toeschouwers: 20.000 Scheidsrechter: Kim Hee-gon (KOR) |
| 10 oktober Vriendschappelijk «onderlinge duels» 18:30 uur | Sinthaweechai Hathairattanakool 63' (e.d.) Sun Ke 84' Yang Xu 88' |       |          | Wuhanstadion, Wuhan Toeschouwers: 20.000 Scheidsrechter: Kim Hee-gon (KOR) |

|                                                           |                                |       |                     |                                                                                 |
| 14 oktober Vriendschappelijk «onderlinge duels» 18:30 uur | China                          | 2 – 1 | Paraguay            | Helongstadion, Changsha Toeschouwers: 30.000 Scheidsrechter: Ko Hyung-jin (KOR) |
| 14 oktober Vriendschappelijk «onderlinge duels» 18:30 uur | Zheng Zhi 9' (pen.) Wu Lei 18' |       | 82' Néstor Ortigoza | Helongstadion, Changsha Toeschouwers: 30.000 Scheidsrechter: Ko Hyung-jin (KOR) |

|                                                            |            |       |                |                                                                                      |
| 14 november Vriendschappelijk «onderlinge duels» 17:30 uur | China      | 1 – 1 | Nieuw-Zeeland  | Nanchang Bayistadion, Nanchang Toeschouwers: 32.000 Scheidsrechter: Lee Min-hu (KOR) |
| 14 november Vriendschappelijk «onderlinge duels» 17:30 uur | Wu Lei 43' |       | 86' Chris Wood | Nanchang Bayistadion, Nanchang Toeschouwers: 32.000 Scheidsrechter: Lee Min-hu (KOR) |

|                                                            |       |       |          |                                                                              |
| 18 november Vriendschappelijk «onderlinge duels» 18:30 uur | China | 0 – 0 | Honduras | Shaanxistadion, Xi'an Toeschouwers: 28.162 Scheidsrechter: Jumpei Iida (JPN) |
| 18 november Vriendschappelijk «onderlinge duels» 18:30 uur |       |       |          | Shaanxistadion, Xi'an Toeschouwers: 28.162 Scheidsrechter: Jumpei Iida (JPN) |

|                                                            |                                                  |       |          |                                               |
| 13 december Vriendschappelijk «onderlinge duels» 17:30 uur | China                                            | 4 – 0 | Kirgizië | Shenzhenstadion, Shenzhen Toeschouwers: 7.000 |
| 13 december Vriendschappelijk «onderlinge duels» 17:30 uur | Zheng Zhi 19' Wu Lei 35' Yang Xu 53' Yang Xu 83' |       |          | Shenzhenstadion, Shenzhen Toeschouwers: 7.000 |

|                                                            |                         |       |          |                                           |
| 17 december Vriendschappelijk «onderlinge duels» 16:00 uur | China                   | 2 – 0 | Kirgizië | Shenzhenstadion, Shenzhen Toeschouwers: 0 |
| 17 december Vriendschappelijk «onderlinge duels» 16:00 uur | Gao Lin 76' Yang Xu 81' |       |          | Shenzhenstadion, Shenzhen Toeschouwers: 0 |

|                                                            |       |       |           |                         |
| 21 december Vriendschappelijk «onderlinge duels» 18:30 uur | China | 0 – 0 | Palestina | Chengdustadion, Chengdu |
| 21 december Vriendschappelijk «onderlinge duels» 18:30 uur |       |       |           | Chengdustadion, Chengdu |

### 2015
|                                                          |                                                  |       |                        |                                                                                     |
| 3 januari Vriendschappelijk «onderlinge duels» 15:10 uur | China                                            | 4 – 1 | Oman                   | Campbelltown Stadium, Sydney Toeschouwers: 400 Scheidsrechter: Michael Weiner (AUS) |
| 3 januari Vriendschappelijk «onderlinge duels» 15:10 uur | Hao Junmin 36' Yu Hai 41' Wu Lei 63' Yang Xu 81' |       | 16' Mohammed Al-Seyabi | Campbelltown Stadium, Sydney Toeschouwers: 400 Scheidsrechter: Michael Weiner (AUS) |

| Aziatisch kampioenschap voetbal 2015 |
| ------------------------------------ |

|                                                                         |               |            |       |                                                                                      |
| 10 januari Aziatisch kampioenschap Groep B «onderlinge duels» 19:00 uur | Saoedi-Arabië | 0 – 1      | China | Suncorp Stadium, Brisbane Toeschouwers: 12.557 Scheidsrechter: Alireza Faghani (IRN) |
| 10 januari Aziatisch kampioenschap Groep B «onderlinge duels» 19:00 uur |               | 81' Yu Hai |       | Suncorp Stadium, Brisbane Toeschouwers: 12.557 Scheidsrechter: Alireza Faghani (IRN) |

|                                                                         |                      |       |                  |                                                                                              |
| 14 januari Aziatisch kampioenschap Groep B «onderlinge duels» 19:00 uur | China                | 2 – 1 | Oezbekistan      | Suncorpe Stadium, Brisbane Toeschouwers: 13.674 Scheidsrechter: Abdulla Hassan Mohamed (VAE) |
| 14 januari Aziatisch kampioenschap Groep B «onderlinge duels» 19:00 uur | Wu Xi 55' Sun Ke 68' |       | 22' Odil Ahmedov | Suncorpe Stadium, Brisbane Toeschouwers: 13.674 Scheidsrechter: Abdulla Hassan Mohamed (VAE) |

|                                                                         |                      |       |                    |                                                                                         |
| 18 januari Aziatisch kampioenschap Groep B «onderlinge duels» 20:00 uur | China                | 2 – 1 | Noord-Korea        | Canberra Stadium, Canberra Toeschouwers: 18.457 Scheidsrechter: Abdulrahman Abdou (QAT) |
| 18 januari Aziatisch kampioenschap Groep B «onderlinge duels» 20:00 uur | Sun Ke 1' Sun Ke 42' |       | 57' (e.d.) Gao Lin | Canberra Stadium, Canberra Toeschouwers: 18.457 Scheidsrechter: Abdulrahman Abdou (QAT) |

|                                                                             |       |                               |           |                                                                                     |
| 22 januari Aziatisch kampioenschap Kwartfinale «onderlinge duels» 20:30 uur | China | 0 – 2                         | Australië | Suncorp Stadium, Brisbane Toeschouwers: 46.067 Scheidsrechter: Kim Jong-hyeok (KOR) |
| 22 januari Aziatisch kampioenschap Kwartfinale «onderlinge duels» 20:30 uur |       | 49' Tim Cahill 65' Tim Cahill |           | Suncorp Stadium, Brisbane Toeschouwers: 46.067 Scheidsrechter: Kim Jong-hyeok (KOR) |

|  |  |  |  |  |  |  |  |  |

|                                                         |                          |       |                                   |                                                                                |
| 27 maart Vriendschappelijk «onderlinge duels» 18:30 uur | China                    | 2 – 2 | Haïti                             | Helongstadion, Changsha Toeschouwers: 25.533 Scheidsrechter: Sun Luk Kin (HKG) |
| 27 maart Vriendschappelijk «onderlinge duels» 18:30 uur | Yang Xu 58' Yu Dabao 81' |       | 34' Jeff Louis 73' Wilde Guerrier | Helongstadion, Changsha Toeschouwers: 25.533 Scheidsrechter: Sun Luk Kin (HKG) |

|                                                         |              |       |                    |                                                                                      |
| 31 maart Vriendschappelijk «onderlinge duels» 19:30 uur | China        | 1 – 1 | Tunesië            | Olympisch Stadion, Nanjing Toeschouwers: 30.000 Scheidsrechter: Kim Jong-hyeok (KOR) |
| 31 maart Vriendschappelijk «onderlinge duels» 19:30 uur | Yu Dabao 90' |       | 39' Mohamed Manser | Olympisch Stadion, Nanjing Toeschouwers: 30.000 Scheidsrechter: Kim Jong-hyeok (KOR) |

|                                                                   |        |                                                                            |       |                                                                                           |
| 16 juni Kwalificatie WK 2018 Groep C «onderlinge duels» 18:00 uur | Bhutan | 0 – 6                                                                      | China | Changlimithangstadion, Thimphu Toeschouwers: 10.000 Scheidsrechter: Rowan Arumughan (IND) |
| 16 juni Kwalificatie WK 2018 Groep C «onderlinge duels» 18:00 uur |        | 45+2' Yang Xu 55' Wu Lei 60' Yang Xu 67' Yu Dabao 76' Yang Xu 83' Yu Dabao |       | Changlimithangstadion, Thimphu Toeschouwers: 10.000 Scheidsrechter: Rowan Arumughan (IND) |

|                                                                      |       |                                   |            |                                                                                 |
| 2 augustus Oost-Aziatisch kampioenschap «onderlinge duels» 21:00 uur | China | 0 – 2                             | Zuid-Korea | Wuhanstadion, Wuhan Toeschouwers: 14.000 Scheidsrechter: Fahad Al-Mirdasi (KSA) |
| 2 augustus Oost-Aziatisch kampioenschap «onderlinge duels» 21:00 uur |       | 45' Kim Seung-dae 57' Lee Jong-ho |            | Wuhanstadion, Wuhan Toeschouwers: 14.000 Scheidsrechter: Fahad Al-Mirdasi (KSA) |

|                                                                      |                                     |       |             |                                                                                  |
| 5 augustus Oost-Aziatisch kampioenschap «onderlinge duels» 21:00 uur | China                               | 2 – 0 | Noord-Korea | Wuhanstadion, Wuhan Toeschouwers: 22.000 Scheidsrechter: Mohd Amirul Izwan (MAS) |
| 5 augustus Oost-Aziatisch kampioenschap «onderlinge duels» 21:00 uur | Yu Dabao 35' Wang Yongpo 51' (pen.) |       |             | Wuhanstadion, Wuhan Toeschouwers: 22.000 Scheidsrechter: Mohd Amirul Izwan (MAS) |

|                                                                      |            |       |               |                                                                                 |
| 9 augustus Oost-Aziatisch kampioenschap «onderlinge duels» 20:10 uur | China      | 1 – 1 | Japan         | Wuhanstadion, Wuhan Toeschouwers: 26.400 Scheidsrechter: Fahad Al-Mirdasi (KSA) |
| 9 augustus Oost-Aziatisch kampioenschap «onderlinge duels» 20:10 uur | Wu Lei 10' |       | 41' Yuki Muto | Wuhanstadion, Wuhan Toeschouwers: 26.400 Scheidsrechter: Fahad Al-Mirdasi (KSA) |

|                                                                       |       |       |          |                                                                                       |
| 3 september Kwalificatie WK 2018 Groep C «onderlinge duels» 19:30 uur | China | 0 – 0 | Hongkong | Shenzhenstadion, Shenzhen Toeschouwers: 26.173 Scheidsrechter: Strebre Delovski (AUS) |
| 3 september Kwalificatie WK 2018 Groep C «onderlinge duels» 19:30 uur |       |       |          | Shenzhenstadion, Shenzhen Toeschouwers: 26.173 Scheidsrechter: Strebre Delovski (AUS) |

|                                                                       |           |                                            |       |                                                                                      |
| 8 september Kwalificatie WK 2018 Groep C «onderlinge duels» 19:30 uur | Malediven | 0 – 3                                      | China | Olympisch Stadion, Shenyang Toeschouwers: 28.036 Scheidsrechter: Sukhbir Singh (SIN) |
| 8 september Kwalificatie WK 2018 Groep C «onderlinge duels» 19:30 uur |           | 8' Yu Dabao 57' Yu Dabao 66' Zhang Linpeng |       | Olympisch Stadion, Shenyang Toeschouwers: 28.036 Scheidsrechter: Sukhbir Singh (SIN) |

|                                                                     |                   |       |       |                                                                                      |
| 8 oktober Kwalificatie WK 2018 Groep C «onderlinge duels» 18:30 uur | Qatar             | 1 – 0 | China | Jassim bin Hamadstadion, Doha Toeschouwers: 7.730 Scheidsrechter: Ko Hyung-jin (KOR) |
| 8 oktober Kwalificatie WK 2018 Groep C «onderlinge duels» 18:30 uur | Karim Boudiaf 22' |       |       | Jassim bin Hamadstadion, Doha Toeschouwers: 7.730 Scheidsrechter: Ko Hyung-jin (KOR) |

|                                                                       | |        |        |                                                                                   |
| 12 november Kwalificatie WK 2018 Groep C «onderlinge duels» 19:30 uur | China | 12 – 0 | Bhutan | Helongstadion, Changsha Toeschouwers: 27.358 Scheidsrechter: Marai Al-Awaji (KSA) |
| 12 november Kwalificatie WK 2018 Groep C «onderlinge duels» 19:30 uur | Mei Fang 10' Yang Xu 13' Yu Dabao 17' Yang Xu 24' (pen.) Yu Hanchao 35' Yang Xu 37' Yu Dabao 39' Yang Xu 53' Wang Yongpo 66' Yu Hanchao 72' Wang Yongpo 81' Zhang Xizhe 88' |        |        | Helongstadion, Changsha Toeschouwers: 27.358 Scheidsrechter: Marai Al-Awaji (KSA) |

|                                                                       |          |       |       |                                                                                     |
| 17 november Kwalificatie WK 2018 Groep C «onderlinge duels» 20:00 uur | Hongkong | 0 – 0 | China | Mong Kokstadion, Hongkong Toeschouwers: 6.071 Scheidsrechter: Nawaf Shukralla (BHR) |
| 17 november Kwalificatie WK 2018 Groep C «onderlinge duels» 20:00 uur |          |       |       | Mong Kokstadion, Hongkong Toeschouwers: 6.071 Scheidsrechter: Nawaf Shukralla (BHR) |

### 2016
|                                                                    |                                                         |       |           |                                                                                         |
| 24 maart Kwalificatie WK 2018 Groep C «onderlinge duels» 19:30 uur | China                                                   | 4 – 0 | Malediven | Wuhanstadion, Wuhan Toeschouwers: 32.618 Scheidsrechter: Ali Sabah Adday Al-Qaysi (IRQ) |
| 24 maart Kwalificatie WK 2018 Groep C «onderlinge duels» 19:30 uur | Jiang Ning 3' Yang Xu 11' Jiang Ning 84' Jiang Ning 90' |       |           | Wuhanstadion, Wuhan Toeschouwers: 32.618 Scheidsrechter: Ali Sabah Adday Al-Qaysi (IRQ) |

|                                                                    |                            |       |       |                                                                                          |
| 29 maart Kwalificatie WK 2018 Groep C «onderlinge duels» 19:30 uur | China                      | 2 – 0 | Qatar | Zhuquestadion, Xi'an Toeschouwers: 46.718 Scheidsrechter: Mohd Amirul Izwan Yaacob (MAS) |
| 29 maart Kwalificatie WK 2018 Groep C «onderlinge duels» 19:30 uur | Huang Bowen 57' Wu Lei 89' |       |       | Zhuquestadion, Xi'an Toeschouwers: 46.718 Scheidsrechter: Mohd Amirul Izwan Yaacob (MAS) |

|                                                       |                                                                |       |                                   |                                                                                                |
| 3 juni Vriendschappelijk «onderlinge duels» 20:30 uur | China                                                          | 4 – 2 | Trinidad en T.                    | Olympisch Stadion, Qinhuangdao Toeschouwers: ?? Scheidsrechter: Muahmmad Taqi Bin Jahari (SIN) |
| 3 juni Vriendschappelijk «onderlinge duels» 20:30 uur | Jiang Ning 2' Zhang Yuning 31' Zhang Yuning 64' Hu Rentian 88' |       | 67' Willis Plaza 86' Willis Plaza | Olympisch Stadion, Qinhuangdao Toeschouwers: ?? Scheidsrechter: Muahmmad Taqi Bin Jahari (SIN) |

|                                             |       |                     |            |                                                                              |
| 7 juni Vriendschappelijk «onderlinge duels» | China | 0 – 1               | Kazachstan | Dalianstadion, Dalian Toeschouwers: 30.005 Scheidsrechter: Chris Beath (AUS) |
| 7 juni Vriendschappelijk «onderlinge duels» |       | 67' Azat Nurgalijev |            | Dalianstadion, Dalian Toeschouwers: 30.005 Scheidsrechter: Chris Beath (AUS) |

|                                                                       |                                                          |       |                           |                                                                                              |
| 1 september Kwalificatie WK 2018 Groep A «onderlinge duels» 20:00 uur | Zuid-Korea                                               | 3 – 2 | China                     | World Cupstadion, Seoul Toeschouwers: 51.238 Scheidsrechter: Mohammed Abdulla Mohammed (UAE) |
| 1 september Kwalificatie WK 2018 Groep A «onderlinge duels» 20:00 uur | Zhi Zheng 20' (e.d.) Lee Chung-yong 63' Koo Ja-cheol 66' |       | 74' Yu Hai 77' Hao Junmin | World Cupstadion, Seoul Toeschouwers: 51.238 Scheidsrechter: Mohammed Abdulla Mohammed (UAE) |

|                                                                       |       |       |      |                                                                                        |
| 6 september Kwalificatie WK 2018 Groep A «onderlinge duels» 20:35 uur | China | 0 – 0 | Iran | Olympisch Stadion, Shenyang Toeschouwers: 35.776 Scheidsrechter: Adham Makhadmeh (JOR) |
| 6 september Kwalificatie WK 2018 Groep A «onderlinge duels» 20:35 uur |       |       |      | Olympisch Stadion, Shenyang Toeschouwers: 35.776 Scheidsrechter: Adham Makhadmeh (JOR) |

|                                                                     |       |                      |       |                                                                               |
| 6 oktober Kwalificatie WK 2018 Groep A «onderlinge duels» 18:35 uur | China | 0 – 1                | Syrië | Shaanxi iRENA, Xi'an Toeschouwers: 37.368 Scheidsrechter: Muahmmad Taqi (SIN) |
| 6 oktober Kwalificatie WK 2018 Groep A «onderlinge duels» 18:35 uur |       | 54' Mahmoud Al Mawas |       | Shaanxi iRENA, Xi'an Toeschouwers: 37.368 Scheidsrechter: Muahmmad Taqi (SIN) |

|                                                                      |                                          |       |       |                                                                                              |
| 11 oktober Kwalificatie WK 2018 Groep A «onderlinge duels» 17:00 uur | Oezbekistan                              | 2 – 0 | China | Bunyodkorstadion, Tasjkent Toeschouwers: 21.503 Scheidsrechter: Hettikamkanamge Perera (SRI) |
| 11 oktober Kwalificatie WK 2018 Groep A «onderlinge duels» 17:00 uur | Marat Bikmajev 50' Otabek Sjoekoerov 86' |       |       | Bunyodkorstadion, Tasjkent Toeschouwers: 21.503 Scheidsrechter: Hettikamkanamge Perera (SRI) |

|                                                                       |       |       |       |                                                                                               |
| 15 november Kwalificatie WK 2018 Groep A «onderlinge duels» 18:30 uur | China | 0 – 0 | Qatar | Tuodongstadion, Kunming Toeschouwers: 32.763 Scheidsrechter: Mohanad Qasim Eesee Sarray (MAS) |
| 15 november Kwalificatie WK 2018 Groep A «onderlinge duels» 18:30 uur |       |       |       | Tuodongstadion, Kunming Toeschouwers: 32.763 Scheidsrechter: Mohanad Qasim Eesee Sarray (MAS) |

### 2017
|                                                                |       |                                              |         |                                                                                         |
| 10 januari China Cup Halve finale «onderlinge duels» 19:00 uur | China | 0 – 2                                        | IJsland | Guangxi-sportcentrum, Nanning Toeschouwers: 23.876 Scheidsrechter: Kim Jong-hyeok (KOR) |
| 10 januari China Cup Halve finale «onderlinge duels» 19:00 uur |       | 64' Kjartan Finnbogason 88' Aron Sigurðarson |         | Guangxi-sportcentrum, Nanning Toeschouwers: 23.876 Scheidsrechter: Kim Jong-hyeok (KOR) |

|                                                                |                                                                |       |                                                                          |                                                                                       |
| 14 januari China Cup Troostfinale «onderlinge duels» 14:30 uur | China                                                          | 1 – 1 | Kroatië                                                                  | Guangxi-sportcentrum, Nanning Toeschouwers: 25.576 Scheidsrechter: Ko Hyung-jin (KOR) |
| 14 januari China Cup Troostfinale «onderlinge duels» 14:30 uur | Wang Jingbin 89'                                               |       | 36' Luka Ivanušec                                                        | Guangxi-sportcentrum, Nanning Toeschouwers: 25.576 Scheidsrechter: Ko Hyung-jin (KOR) |
| 14 januari China Cup Troostfinale «onderlinge duels» 14:30 uur | Strafschoppen                                                  |       |                                                                          | Guangxi-sportcentrum, Nanning Toeschouwers: 25.576 Scheidsrechter: Ko Hyung-jin (KOR) |
| 14 januari China Cup Troostfinale «onderlinge duels» 14:30 uur | Yin Hongbo Chi Zhongguo Fan Xiaodong Wang Jingbin Wang Jinxian | 4–3   | Josip Pivarić Filip Ozobić Antonio Perošević Josip Juranović Josip Mišić | Guangxi-sportcentrum, Nanning Toeschouwers: 25.576 Scheidsrechter: Ko Hyung-jin (KOR) |

|                                                                    |              |       |            |                                                                                |
| 23 maart Kwalificatie WK 2018 Groep A «onderlinge duels» 19:30 uur | China        | 1 – 0 | Zuid-Korea | Helongstadion, Changsha Toeschouwers: 30.950 Scheidsrechter: Peter Green (AUS) |
| 23 maart Kwalificatie WK 2018 Groep A «onderlinge duels» 19:30 uur | Yu Dabao 34' |       |            | Helongstadion, Changsha Toeschouwers: 30.950 Scheidsrechter: Peter Green (AUS) |

|                                                                    |                  |       |       |                                                                                |
| 28 maart Kwalificatie WK 2018 Groep A «onderlinge duels» 16:30 uur | Iran             | 1 – 0 | China | Azadistadion, Teheran Toeschouwers: 78.115 Scheidsrechter: Muhammad Taqi (SIN) |
| 28 maart Kwalificatie WK 2018 Groep A «onderlinge duels» 16:30 uur | Mehdi Taremi 46' |       |       | Azadistadion, Teheran Toeschouwers: 78.115 Scheidsrechter: Muhammad Taqi (SIN) |

|                                                       | |       |                      |                                                                             |
| 7 juni Vriendschappelijk «onderlinge duels» 19:30 uur | China | 8 – 1 | Filipijnen           | Tiahestadion, Guangzhou Toeschouwers: 8.000 Scheidsrechter: Zhang Lei (CHN) |
| 7 juni Vriendschappelijk «onderlinge duels» 19:30 uur | Ren Hang 4' Xiao Zhi 25' Yu Hanchao 43' Yu Hanchao 53' Yin Hongbo 56' Zhang Xizhe 68' Deng Hanwen 71' Deng Hanwen 89' |       | 32' Misagh Bahadoran | Tiahestadion, Guangzhou Toeschouwers: 8.000 Scheidsrechter: Zhang Lei (CHN) |

|                                                                   |                                                |       |                       |                                                                                       |
| 13 juni Kwalificatie WK 2018 Groep A «onderlinge duels» 19:30 uur | Syrië                                          | 2 – 2 | China                 | Hang Jebatstadion, Malakka Toeschouwers: 4.737 Scheidsrechter: Ammar Al-Jenaibi (VAE) |
| 13 juni Kwalificatie WK 2018 Groep A «onderlinge duels» 19:30 uur | Mahmoud Al-Mawas 12' (pen.) Ahmad Al-Salih 90' |       | 68' Gao Lin 75' Wu Xi | Hang Jebatstadion, Malakka Toeschouwers: 4.737 Scheidsrechter: Ammar Al-Jenaibi (VAE) |

|                                                                       |                    |       |             |                                                                                       |
| 31 augustus Kwalificatie WK 2018 Groep A «onderlinge duels» 20:00 uur | China              | 1 – 0 | Oezbekistan | Wuhanstadion, Wuhan Toeschouwers: 51.666 Scheidsrechter: Hettikamkanamge Perera (SRI) |
| 31 augustus Kwalificatie WK 2018 Groep A «onderlinge duels» 20:00 uur | Gao Lin 84' (pen.) |       |             | Wuhanstadion, Wuhan Toeschouwers: 51.666 Scheidsrechter: Hettikamkanamge Perera (SRI) |

|                                                                       |                |       |                         |                                                                                            |
| 5 september Kwalificatie WK 2018 Groep A «onderlinge duels» 18:00 uur | Qatar          | 1 – 2 | China                   | Khalifa International Stadium, Doha Toeschouwers: 5.686 Scheidsrechter: Ahmed Al-Kaf (OMA) |
| 5 september Kwalificatie WK 2018 Groep A «onderlinge duels» 18:00 uur | Akram Afif 47' |       | 74' Xiao Zhi 83' Wu Lei | Khalifa International Stadium, Doha Toeschouwers: 5.686 Scheidsrechter: Ahmed Al-Kaf (OMA) |

|                                                              |       |                                                                      |          |                                                                    |
| 14 november Vriendschappelijk № «onderlinge duels» 20:35 uur | China | 0 – 4                                                                | Colombia | Olympic Sports Center, Chongqing Scheidsrechter: Jumpei Iida (JPN) |
| 14 november Vriendschappelijk № «onderlinge duels» 20:35 uur |       | 6' Felipe Pardo 61' Carlos Bacca 66' Miguel Borja 90+1' Miguel Borja |          | Olympic Sports Center, Chongqing Scheidsrechter: Jumpei Iida (JPN) |

### 2018
|                                                         |       |                                                                                             |       |                                                                                           |
| 22 maart Vriendschappelijk «onderlinge duels» 19:35 uur | China | 0 – 6                                                                                       | Wales | Guangxi Sports Center, Nanning Toeschouwers: 36.533 Scheidsrechter: Mohd Bin Yaacob (MAS) |
| 22 maart Vriendschappelijk «onderlinge duels» 19:35 uur |       | 2' Gareth Bale 21' Gareth Bale 38' Sam Vokes 45' Harry Wilson 58' Sam Vokes 62' Gareth Bale |       | Guangxi Sports Center, Nanning Toeschouwers: 36.533 Scheidsrechter: Mohd Bin Yaacob (MAS) |

|                                                         |                 |       |                                                                            |                                                                                       |
| 26 maart Vriendschappelijk «onderlinge duels» 19:35 uur | China           | 1 – 4 | Tsjechië                                                                   | Guangxi Sports Center, Nanning Toeschouwers: 15.013 Scheidsrechter: Chris Beath (AUS) |
| 26 maart Vriendschappelijk «onderlinge duels» 19:35 uur | Fan Xiaodong 5' |       | 58' Tomáš Kalas 59' Patrik Schick 62' Michael Krmenčík 78' Pavel Kadeřábek | Guangxi Sports Center, Nanning Toeschouwers: 15.013 Scheidsrechter: Chris Beath (AUS) |

|                                                       |            |       |         |                                                                               |
| 26 mei Vriendschappelijk «onderlinge duels» 19:35 uur | China      | 1 – 0 | Myanmar | Jiangning Sports Center, Nanjing Scheidsrechter: Hettikamkanamge Perera (SRI) |
| 26 mei Vriendschappelijk «onderlinge duels» 19:35 uur | Wu Lei 41' |       |         | Jiangning Sports Center, Nanjing Scheidsrechter: Hettikamkanamge Perera (SRI) |

|                                                       |          |                       |       |                                                                                        |
| 2 juni Vriendschappelijk «onderlinge duels» 18:30 uur | Thailand | 0 – 2                 | China | Rajamangalastadion, Bangkok Toeschouwers: 23.750 Scheidsrechter: Letchman Gopala (SIN) |
| 2 juni Vriendschappelijk «onderlinge duels» 18:30 uur |          | 34' Wu Lei 74' Wu Lei |       | Rajamangalastadion, Bangkok Toeschouwers: 23.750 Scheidsrechter: Letchman Gopala (SIN) |

|                                                            |                |       |       |                                                                                          |
| 7 september Vriendschappelijk «onderlinge duels» 19:00 uur | Qatar          | 1 – 0 | China | Khalifa International Stadium, Doha Toeschouwers: 1,200 Scheidsrechter: Ali Shaban (KWA) |
| 7 september Vriendschappelijk «onderlinge duels» 19:00 uur | Almoez Ali 25' |       |       | Khalifa International Stadium, Doha Toeschouwers: 1,200 Scheidsrechter: Ali Shaban (KWA) |

|                                                           |       |       |       |                                                                             |
| 13 oktober Vriendschappelijk «onderlinge duels» 19:35 uur | China | 0 – 0 | India | Olympisch Sportcentrum Suzhou, Suzhou Scheidsrechter: Ravshan Irmatov (UZB) |
| 13 oktober Vriendschappelijk «onderlinge duels» 19:35 uur |       |       |       | Olympisch Sportcentrum Suzhou, Suzhou Scheidsrechter: Ravshan Irmatov (UZB) |

|                                                           |                        |       |       |                                                                               |
| 16 oktober Vriendschappelijk «onderligne duels» 21:00 uur | China                  | 2 – 0 | Syrië | Olympisch Sportcentrum Nanjing, Nanjing Scheidsrechter: Ravshan Irmatov (UZB) |
| 16 oktober Vriendschappelijk «onderligne duels» 21:00 uur | Gao Lin 20' Wu Lei 68' |       |       | Olympisch Sportcentrum Nanjing, Nanjing Scheidsrechter: Ravshan Irmatov (UZB) |

|                                                            |                  |       |                 |                                                                                 |
| 20 november Vriendschappelijk «onderlinge duels» 20:00 uur | China            | 1 – 1 | Palestina       | Wuyuan River Stadion, Haikou Scheidsrechter: Hettikankanamge Dilan Perera (SRI) |
| 20 november Vriendschappelijk «onderlinge duels» 20:00 uur | Feng Xiaoting 9' |       | Yasir Pinto 62' | Wuyuan River Stadion, Haikou Scheidsrechter: Hettikankanamge Dilan Perera (SRI) |

|                                                                 |                                          |       |            |                                                                               |
| 24 december Niet Vriendschappelijk «onderlinge duels» 14:35 uur | Irak                                     | 2 – 1 | China      | Suheim Bin Hamadstadion, Doha Toeschouwers: Onbekend Scheidsrechter: Onbekend |
| 24 december Niet Vriendschappelijk «onderlinge duels» 14:35 uur | Ahmed Idrahim Khalaf 22' Mohanad Ali 69' |       | Wu Lei 43' | Suheim Bin Hamadstadion, Doha Toeschouwers: Onbekend Scheidsrechter: Onbekend |

|                                                                 |                   |       |           |                                                                         |
| 28 december Niet Vriendschappelijk «onderlinge duels» 20:00 uur | Jordanië          | 1 – 1 | China     | Grand Hamadstadion Doha Toeschouwers: Onbekend Scheidsrechter: Onbekend |
| 28 december Niet Vriendschappelijk «onderlinge duels» 20:00 uur | Mousa Ta'mari 35' |       | Wu Xi 17' | Grand Hamadstadion Doha Toeschouwers: Onbekend Scheidsrechter: Onbekend |

### 2019
| Aziatisch kampioenschap 2019 |
| ---------------------------- |

|                                                                       |                                |       |                       | |
| 7 januari Aziatisch kampioenschap 2019 № «onderligne duels» 15:00 uur | China                          | 2 – 1 | Kirgizië              | Sheikh Kalifa Internationaal Stadion, Al Ain Toeschouwers: 1.839 Scheidsrechter: Mohammed Abdulla Mohamed (UAE) |
| 7 januari Aziatisch kampioenschap 2019 № «onderligne duels» 15:00 uur | Pavel Matyash 50' Yu Dabao 78' |       | Akhlidin Israilov 42' | Sheikh Kalifa Internationaal Stadion, Al Ain Toeschouwers: 1.839 Scheidsrechter: Mohammed Abdulla Mohamed (UAE) |

|                                                                        |            |                              |       |                                                                                                 |
| 11 januari Aziatisch kampioenschap 2019 № «onderlinge duels» 17:30 uur | Filipijnen | 0 – 3                        | China | Mohammed Bin Zayidstadion, Abu Dhabi Toeschouwers: 16.013 Scheidsrechter: Hiroyuki Kimura (JPN) |
| 11 januari Aziatisch kampioenschap 2019 № «onderlinge duels» 17:30 uur |            | Wu Lei 40', 66' Yu Dabao 80' |       | Mohammed Bin Zayidstadion, Abu Dhabi Toeschouwers: 16.013 Scheidsrechter: Hiroyuki Kimura (JPN) |

|                                                              |                                         |       |                 |                                            |
| 30 augustus Vriendschappelijk № «onderlinge duels» 17:30 uur | China                                   | 4 – 1 | Myanmar         | National Football Training Centre, Chengde |
| 30 augustus Vriendschappelijk № «onderlinge duels» 17:30 uur | Yang Xu 13' Feng Jin 15' Wu Xi 20', 23' |       | Zaw Min Tun 60' | National Football Training Centre, Chengde |

|                                                                  |           |                                                   |       | |
| 10 september Kwalificatie WK 2022 № «onderlinge duels» 20:00 uur | Malediven | 0 – 5                                             | China | Guam F.A. Nationaal Training Center, Dededo Toeschouwers: 3.700 Scheidsrechter: Turki Al-Khudhayr (KSA) |
| 10 september Kwalificatie WK 2022 № «onderlinge duels» 20:00 uur |           | Wu Xi 33' Wu Lei 45' Yang Xu 64' Elkeson 64', 90' |       | Guam F.A. Nationaal Training Center, Dededo Toeschouwers: 3.700 Scheidsrechter: Turki Al-Khudhayr (KSA) |

CFA · A-internationals · Selecties · Bondscoaches · Statistieken · Chinees vrouwenelftal · China U21 · China U20 · China U19 · China U18 · China U17
1948 – 1969 · 
1970 – 1979 · 
1980 – 1989 · 
1990 – 1999 · 
2000 – 2009 · 
2010 – 2019 ·
2020 − 2029
Azië Cup 1976 · 
Azië Cup 1980 · 
Azië Cup 1984 · 
Azië Cup 1988 · 
Azië Cup 1992 · 
Azië Cup 1996 · 
Azië Cup 2000 · 
Azië Cup 2004 · 
Azië Cup 2007 · 
Azië Cup 2011
WK 2002
OS 1988 · 
OS 2008
1948 · 
1949–1951 · 
1952 · 
1953–1955 · 
1956 · 
1957 · 
1958 · 
1959 · 
1960 · 
1961–1962 · 
1963 · 
1964 · 
1965 · 
1966 · 
1967–1970 · 
1971 · 
1972 · 
1973 · 
1974 · 
1975 · 
1976 · 
1977 · 
1978 · 
1979 · 
1980 · 
1981 · 
1982 · 
1983 · 
1984 · 
1985 · 
1986 · 
1987 · 
1988 · 
1989 · 
1990 · 
1991 · 
1992 · 
1993 · 
1994 · 
1995 · 
1996 · 
1997 · 
1998 · 
1999 · 
2000 · 
2001 · 
2002 · 
2003 · 
2004 · 
2005 · 
2006 · 
2007 · 
2008 · 
2009 · 
2010 · 
2011 · 
2012 · 
2013 · 
2014 ·
2015 ·
2016 ·
2017 ·
2018 ·
2019 ·
2020 ·
2021
Afghanistan ·
Albanië ·
Algerije ·
Andorra ·
Argentinië ·
Australië ·
Bahrein ·
Bangladesh ·
Bhutan ·
Bosnië en Herzegovina ·
Botswana ·
Brazilië ·
Brunei ·
Cambodja ·
Canada ·
Chili ·
Colombia ·
Congo-Kinshasa ·
Costa Rica ·
Cuba ·
Duitsland ·
Egypte ·
El Salvador ·
Engeland ·
Estland ·
Fiji ·
Filipijnen ·
Finland ·
Frankrijk ·
Gambia ·
Ghana ·
Groot-Brittannië ·
Guam ·
Guinee ·
Haïti ·
Honduras ·
Hongarije ·
Hongkong ·
Ierland ·
IJsland ·
India ·
Indonesië ·
Irak ·
Iran ·
Italië ·
Jamaica ·
Japan ·
Jemen ·
Joegoslavië ·
Jordanië ·
Kazachstan ·
Kenia ·
Kirgizië ·
Koeweit ·
Kroatië ·
Laos ·
Letland ·
Libanon ·
Liechtenstein ·
Macau ·
Malediven ·
Maleisië ·
Mali ·
Marokko ·
Mexico ·
Myanmar ·
Nederland ·
Nepal ·
Nieuw-Zeeland ·
Noord-Korea ·
Noord-Macedonië ·
Noorwegen ·
Oezbekistan ·
Oman ·
Pakistan ·
Palestina ·
Papoea-Nieuw-Guinea ·
Paraguay ·
Peru ·
Polen ·
Portugal ·
Qatar ·
Roemenië ·
Saoedi-Arabië ·
Senegal ·
Servië ·
Servië en Montenegro ·
Sierra Leone ·
Singapore ·
Slovenië ·
Soedan ·
Somalië ·
Sovjet-Unie ·
Spanje ·
Sri Lanka ·
Syrië ·
Tadzjikistan ·
Tanzania ·
Thailand ·
Trinidad en Tobago ·
Tsjechië ·
Tunesië ·
Turkije ·
Turkmenistan ·
Uruguay ·
Venezuela ·
Verenigde Arabische Emiraten ·
Verenigde Staten ·
Vietnam ·
Wales ·
Zambia ·
Zimbabwe ·
Zuid-Korea ·
Zweden ·
Zwitserland
Brazilië (2002) · 
Costa Rica (2002)
AFC-zone: Afghanistan · Australië · Bahrein · Bangladesh · Bhutan · Brunei · Cambodja · China · Chinees Taipei · Filipijnen · Guam · Hongkong · India · Indonesië · Iran · Irak · Japan · Jemen · Jordanië · Koeweit · Kirgizië · Laos · Libanon · Macau · Maleisië · Maldiven · Mongolië · Myanmar · Nepal · Noord-Korea · Oezbekistan · Oman · Oost-Timor · Pakistan · Palestina · Qatar · Saoedi-Arabië · Singapore · Sri Lanka · Syrië · Tadjikistan · Thailand · Turkmenistan · Verenigde Arabische Emiraten · Vietnam · Zuid-Korea

CAF-zone: Algerije · Angola · Benin · Botswana · Burkina Faso · Burundi · Centraal-Afrikaanse Republiek · Comoren · Congo-Brazzaville · Congo-Kinshasa · Djibouti · Egypte · Equatoriaal-Guinea · Eritrea · Ethiopië · Gabon · Gambia · Ghana · Guinee · Guinee-Bissau · Ivoorkust · Kaapverdië · Kameroen · Kenia · Lesotho · Liberia · Libië · Madagaskar · Malawi · Mali · Mauritanië · Mauritius · Marokko · Mozambique · Namibië · Niger · Nigeria · Oeganda · Rwanda · Sao Tomé en Principe · Senegal · Seychellen · Sierra Leone · Soedan · Somalië · Swaziland · Tanzania · Togo · Tsjaad · Tunesië · Zambia · Zimbabwe · Zuid-Afrika · Zuid-Soedan 

CONCACAF-zone: Amerikaanse Maagdeneilanden · Anguilla · Antigua en Barbuda · Aruba · Bahama's · Barbados · Belize · Bermuda · Britse Maagdeneilanden · Canada · Kaaimaneilanden · Costa Rica · Cuba · Curaçao · Dominica · Dominicaanse Republiek · El Salvador · Frans Guyana · Grenada · Guadeloupe · Guatemala · Guyana · Haïti · Honduras · Jamaica · Martinique · Mexico · Montserrat · 
Nicaragua · Panama · Puerto Rico · Saint Kitts en Nevis · Saint Lucia · Saint Vincent en de Grenadines · Sint Maarten · Suriname · Trinidad en Tobago · Turks- en Caicoseilanden · Verenigde Staten

CONMEBOL-zone: Argentinië · Bolivia · Brazilië · Chili · Colombia · Ecuador · Paraguay · Peru · Uruguay · Venezuela

OFC-zone: Amerikaans-Samoa · Cookeilanden · Fiji · Nieuw-Caledonië · Nieuw-Zeeland · Papoea-Nieuw-Guinea · Samoa · Salomoneilanden · Tahiti · Tonga · Vanuatu

UEFA-zone: Albanië · Andorra · Armenië · Azerbeidzjan · België · Bosnië en Herzegovina · Bulgarije · Cyprus · Denemarken · Duitsland · Engeland · Estland · Faeröer · Finland · Frankrijk · Georgië · Gibraltar · Griekenland · Hongarije · IJsland · Ierland · Israël · Italië · Kazachstan · Kosovo · Kroatië · Letland · Liechtenstein · Litouwen · Luxemburg · Macedonië · Malta · Moldavië · Montenegro · Nederland · Noord-Ierland · Noorwegen · Oekraïne · Oostenrijk · Polen · Portugal · Roemenië · Rusland · San Marino · Schotland · Servië · Slovenië · Slowakije · Spanje · Tsjechië · Turkije · Wales · Wit-Rusland · Zweden · Zwitserland